# Коршунов, Андрей Владимирович (хоккеист)
Андрей Владимирович Коршунов (бел. Андрэй Уладзіміравіч Коршунаў; род. 10 мая 1983, Гродно, СССР) — белорусский хоккеист, защитник. Мастер спорта Республики Беларусь международного класса.

## Биография
Хоккеем начал заниматься в Гродно. Провел в форме «Немана» 17 сезонов. Также выступал за «Керамин», «Брест», «Могилёв», «Юность», «Металлург».
Вызывался в расположение минского «Динамо» времен КХЛ, сыграл два матча.
В июле 2019 года объявил о завершении игровой карьеры. После окончания ежегодного турнира памяти А. И. Дубко свитер экс-капитана гродненцев под номером 21 был поднят под своды арены, а его номер изъят из обращения в команде и навсегда закреплен за хоккеистом.
В сезоне 2021/2022 вошёл в тренерский штаб «Немана», а после отставки главного тренера, стал и. о. главного тренера до окончания сезона. В сезоне 2022/2023 остался в тренерском штабе, а главным тренером стал Евгений Владимирович Летов.

## Достижения
- Чемпион Экстралиги (5): 2008, 2013, 2014, 2017, 2018.
- Обладатель Континентального кубка (1): 2015.
- Обладатель Кубка Белоруссии (3): 2014, 2016, 2018
- Обладатель юниорского чемпионата мира в дивизионе IA: 2001.